# Хикмет Мехмедов
Хикмет Ахмедов Мехмедов е български хореограф, балетмайстор, балетен педагог и балетен артист.

## Биография
Роден е в Кърджали на 4 юни 1950 г. в семейство на етнически турци. Родителите на бъдещия хореограф не са свързани с балетното изкуство. Започва първите си уроци по балет в родния град. През 1971 г. завършва Държавното хореографско училище (дн. Национално училище за танцово изкуство) в София.
Непосредствено след завършването си започва работа в балета на Софийска опера, а от 1972 г. до 1977г. е артист, впоследствие солист в Балет „Арабеск“. От есента на 1977 г. е приет с конкурсен изпит в Санктпетербургската държавна консерватория „Н.А. Римски-Корсаков“ със специалност „Балетна режисура“. Завършва с отличие консерваторията през 1982 г.
От 1983 г. до 1995 г. е главен балетмайстор на Русенска опера, като през 1992 г. става и неин директор. През 1990 г. основава балетен клас при Държавното музикално училище в Русе и пет години е негов ръководител и педагог. През 1990 г. е организатор на първата „Национална творческа среща на младите български балетмайстори на името на Асен Манолов“.
От 1995 г. до 1998 г. е директор на балета на Софийска опера, а от 1998 г. до 2019 г. е главен балетмайстор на Бургаската държавна опера. По настояване и със съдействието на Хикмет Мехмедов в Бургас през 2002 г. се разкрива балетна паралелка към Музикалното училище (НУМСИ „Панчо Владигеров).
От 1999 година е преподавател в АМТИИ „Асен Диамандиев“ – Пловдив, където води дисциплините „Композиция на класическия танц“ и „Балетна режисура“. От 2001 г. е доцент, а от 2008 г. – професор.
От 2004 г. е ежегоден гост-преподавател в Корейската академия на изкуствата в Сеул.

## Балетни учители
Първите си уроци по балет Хикмет Мехмедов взема при Мери Божилова в родния си град – Кърджали. В София, като ученик в Държавното хореографско училище, той се обучава при Крум Янков, Петър Парисов, Емилия Кирова и Фьодор Бакалов. В Санкт Петербург преподаватели на бъдещия хореограф са Пьотр Гусев и Николай Боярчиков.

## Творчество
Творчеството на Хикмет Мехмедов обхваща над сто постановки в сферата на всички сценични жанрове: многоактни и едноактни балети, хореографски миниатюри, танци към опери, оперети, мюзикъл и драма. Най-известните му постановки са:

### Многоактни балети
- „Лешникотрошачката“ – муз. П. И. Чайковски
- „Куклената фея“ – муз. Й. Байер
- „Синият Дунав“ – муз. Й. Щраус
- „Нека да бъде“ – рок балет, муз. колаж – Ст. Стайков
- „Нон стоп“ – рок балет, муз. колаж – Ст. Стайков
- „Едит Пиаф“ – муз. колаж – Ст. Стайков
- „Метаморфози“ – муз. Й. С. Бах
- „Ангели през ада“ – муз. колаж - Ст. Стайков
- „Една нощ в Париж“ – муз. колаж -  Ст. Стайков
- „Кръстоносци“ – муз. Ал. Йосифов
- „Ромео и Жулиета“ – муз. С. Прокофиев
- „Валсът“ – муз. М. Равел
- „Копелия“ – муз. Л. Делиб
- „Пепеляшка“ – муз. С. Прокофиев
- „Лебедово езеро" – муз. П. И. Чайковски
- „Спящата красавица" – муз. П. И. Чайковски

### Едноактни балети
- „Юношеска симфония“ – муз. В. А. Моцарт
- „Арлезианката“- муз. Ж. Бизе
- „Болеро“ – муз. М. Равел
- „Шехерезада“ - муз. Н. Римски-Корсаков
- „Слънцето“ – муз. Ж. М. Жар
- „Аними мотус“ – муз. Ф. Лист
- „Саломе“ – муз. Р. Щраус
- „Романтично“ – муз. Ф. Шуберт
- „Паяци“ – древна индийска музика
- „Наровете на любовта“ – източна музика
- „Нунча“ – муз. К. Ламбов
- „Мечта за Родопа“ – муз. Б. Карадимчев
- „Любовна магия“ – муз. М. де Фая
- „Свещена пролет" – муз. И. Стравински

## В жури на конкурси
- Национална среща на млади балетни изпълнители „Анастас Петров“
- Международен балетен конкурс – Варна
- Балетен конкурс в Констанца – Румъния
- Международен конкурс „Изкуство и светлина“ - Варна
- Международен балетен конкурс в Модика – Италия
- Международен балетен конкурс „Роза России“ – Санкт Петербург
- Председател на жури на Националния конкурс за класически, характерни и съвременни танци – Бургас
- Председател на жури на Националния конкурс за камерни танци – Хасково
- Председател на жури на Международния конкурс-фестивал „Розата на Обзор“
- Председател на жури в „България танцува“ - Димитровград

## Награди и отличия
- Орден „Св. Св. Кирил и Методий“ – първа степен
- Орден „Стара планина“ – първа степен
- „Златна лира“, „Кристална лира“ и „Кристално огърлие“ на Министерство на културата, Съюза на музикалните и танцови дейци в България и Класик FM
- „Золотая муза“ на Културно-информационния център на Русия в София
- Лауреат на национални и международни конкурси
- Почетен гражданин на Кърджали
- Почетен гражданин на Бургас

## За него
1. Виолета Консулова, статии във в. „Отечествен фронт“ от 15 март 1985 г. и 26 април 1988 г.
2. Ана Александрова, „Балетна драма възхвалява народната воля“, в. „Дума“, 3 юли 2003 г.
3. Анелия Янева, „Кръстоносци или любов и меч“, в. „Култура“, бр. 26 (2546), 27 юни 2003 г.
4. Теодор Попов, „Балетен успех в София“, сп. „Муз. хоризонти“, бр. 9, 2003 г.
5. Маргарита Михайлова, „Нов български балет на сцената на Софийската опера“, сп. „Муз. хоризонти“, бр. 7, 2003 г.
6. Крум Гергицов, статия във в. „Стандарт“, 12 септември 1993 г.
7. Мария Русанова, „Честит юбилей, маестро!“, сп. „Музикални хоризонти“, бр. 8, 2020 г.